# 越秀区
23°7′43.35″N 113°16′0.59″E / 23.1287083°N 113.2668306°E
越秀区，是中国广东省广州市的一个市辖区，是广州四个老城区之一，因越秀山而得名。本区是广东省面积最小，人口密度最高的市辖区之一，达平均每平方公里52834人，为全球同类行政区中第四。現為广东省人民政府和广州市人民政府駐地。
越秀區是廣州最古老的中心城區，自秦朝在越秀區境內設南海郡治起，西漢南越王趙陀建南越國宮署，南漢國劉龔建廣營宮室。自東吳設廣州起，歷朝所設軍事、行政中心均在越秀區域內。区人民政府驻越华路183號 。

## 歷史
越秀区区域，是古代广州城所在地。广州作为历代州、郡、县治所和南越国都城，其行政中心，多在今越秀区范围内。
秦始皇三十三年统一岭南，设南海郡，郡治番禺城就在今越秀区内。而越秀區的區域分屬南海縣和番禺县。隋朝开皇十年，将番禺县并入南海县，唐朝长安三年重置番禺县，现长塘街以西属广州城，文明路以北一小部分隶南海县，余归番禺县管辖。五代时，刘岩建南汉国于岭南，定都广州，将广州改名兴王府，废南海县，並將其轄區併入兴王府。宋朝开宝五年南汉灭亡後，番禺县并入南海县，属广州府治。宋朝皇祐三年，从南海县分出番禺县。將广州城以广州府署为中心点，西属南海县，东属番禺县，今越秀區再次分屬兩縣。明朝洪武三年，番禺县置鹿步巡检司，今越秀区辖区東部均属鹿步巡检司管辖。清末广州第一次划界，今越秀区区域在警界范围内。光绪三十一年，巡警总局改组，今越秀区大部分属老新城、东南关区域。1921年至1949年期間，今越秀区范围大致屬於下列11区：西山区、德宣区、惠福区、靖海区、小北区、太平区、永汉区、东堤区、东山区、大东区和前鉴区。
而越秀区之名始于1950年6月，当时广州市將原西山、德宣和小北3个区合并为越秀区，因区内有越秀山故名越秀。而當時惠福区、太平区、永汉区和大东区都在現越秀區地界內。1952年9月，越秀區改稱北區，而東區和部份中区都在今越秀区地界內。1960年7月，中区的8条行政街并入北区，合称为越秀区。
2005年5月，广州市調整行政區劃，将原东山区的行政区域，白云区的矿泉街道，天河区的登峰街道、天河南街道的杨箕和中山一2个居委会、沙东街道部分区域划归越秀区管辖。

## 行政區域
越秀區前身為西山區、德宣區、永漢區、小北區、東堤區、太平區、惠福區、靖海區。1950年6月，上述8區合併為4區；1952年9月，4區合併為兩區；1960年7月，兩區合併組成越秀區。
2005年广州市行政区划改革後，越秀区设有22条行政街道：洪桥街道、北京街道、六榕街道、流花街道、光塔街道、人民街道、东山街道、农林街道、梅花村街道、黄花岗街道、华乐街道、建设街道、大塘街道、珠光街道、大东街道、白云街道、登峰街道和矿泉街道。在此之前，这些街道分别属原越秀区，东山区，天河区和白云区。
- 属原越秀區的街道：流花街道，因辖区内流花湖而得名；东风街道，原名西山街，后在文化大革命中以“东风压倒西风”的时代语言而改名沿用至今；洪桥街道，名称源于境内明代簧桥；古时人们称书院、学库为“簧”，过甘溪到贡院及粤秀山麓书院之桥名“黄桥”。后简化为“洪桥”；六榕街道，以辖区内六榕寺而得名；广卫街道，以辖区内广卫路而得名；光塔街道，以辖区内的怀圣寺光塔而得名；诗书街道，以辖区内的诗书路而得名；北京街道，原名永汉北街道，文革时期永汉路更名为北京路随之更改沿用至今；大新街道；人民街道，原名太平街道，文革时期太平路（现人民南路）更名为人民路随之更改沿用至今。
- 属原東山區的街道：東湖街道，因轄區内東山湖而得名；農林街道，以轄區内農林路命名；黃花崗街道，因街道内有黃花岡七十二烈士陵園而得名；大東街道，因地處廣州舊城大東門附近而得名；大塘街道，成立后先后隶属北区、越秀区，后从越秀区划归东山区，后合并临近的芳草街以及大东街的一部分，以轄區内大塘老街命名；珠光街道，成立后先后隶属中区、北区、越秀区，后从越秀区划归东山区，后合并临近的永汉南街和德政南街，以轄區内珠光路命名；白雲街道，以轄區内白雲路命名；梅花村街道，以轄區內梅花邨命名；建設街道，以轄區內建設新邨命名；華樂街道，以轄區內華樂街命名。
- 属原白云区的街道：矿泉街道，以辖区内的矿泉泳池而得名。
- 属原天河区的街道：登峰街道，以辖区内的登峰村而得名。

2013年3月15日，越秀区合并其中之八條街道，分别为：东风街道并入六榕街道；诗书街道并入光塔街道；大新街道并入人民街道；广卫街道并入北京街道，上述新组建的均于即日完成挂牌。

## 人口
2021年，越秀區户籍人口117.45万人，常住人口104.90万人，常住出生人口 7411 人，自然增长率 1.33‰。

## 景點

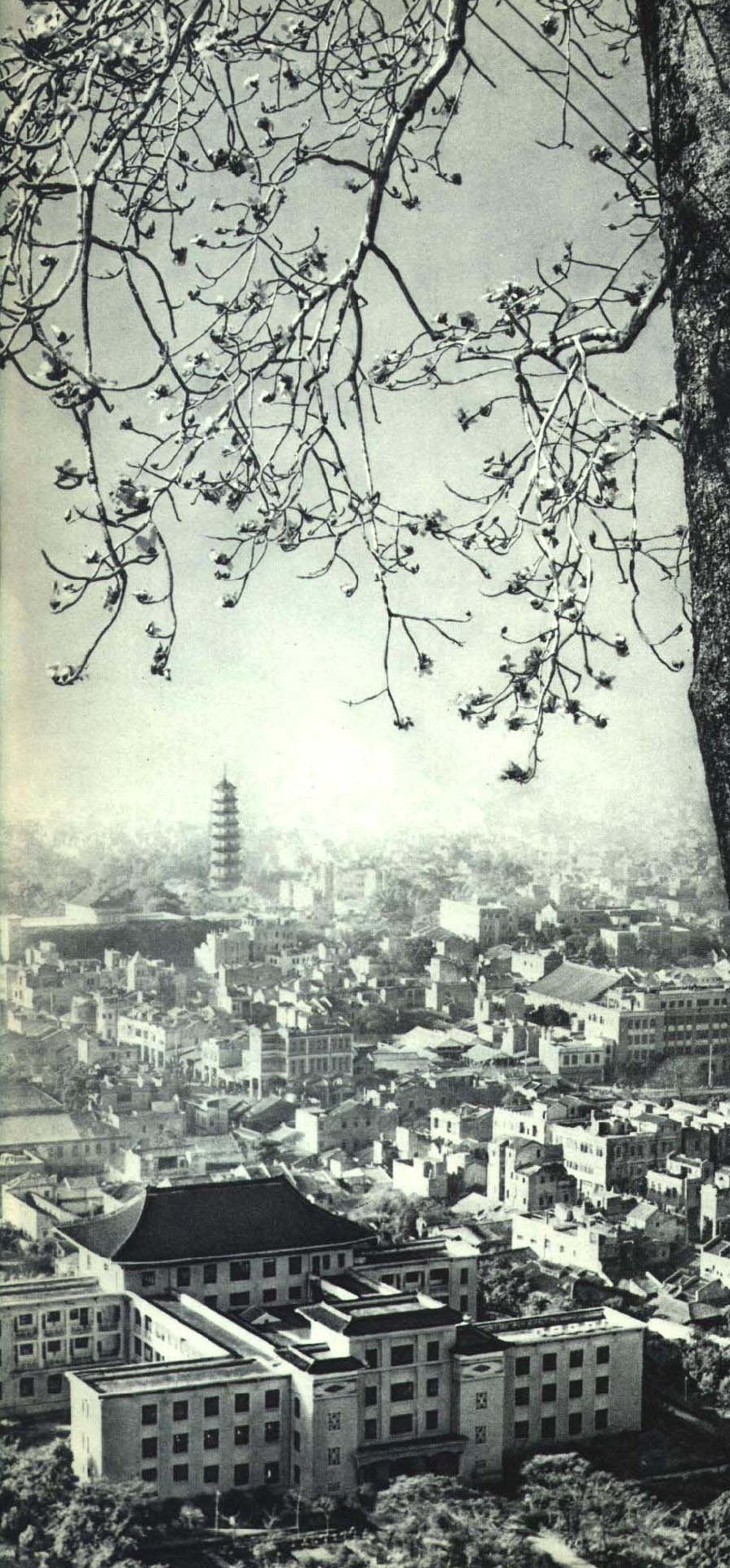
1963年 广州越秀区

越秀山、中山紀念堂、黄花岗公园、廣東省博物館（旧址）、中國國民黨第一次全國代表大會會址、石室圣心大教堂、鎮海樓、药洲遗址、懷聖寺（光塔）、六榕寺、光孝寺、五仙觀、南越国宫署遗址、南越王墓、南越国水闸遗址、北京路步行街及千年古道、廣州起義烈士陵園等。

## 医疗资源
- 中山大学附属第一医院
- 中山大学孙逸仙纪念医院（中山大學附屬第二醫院）
- 中山大学附属口腔医院
- 中山大学中山眼科中心
- 中山大学肿瘤防治中心
- 南部战区总医院
- 南部战区空军总医院
- 南方医科大学皮肤病医院（广州市皮肤病医院）
- 广东省人民医院
- 广东省中医院
- 广东省第二中医院
- 广东省妇幼保健院
- 广东省口腔医院（海珠广场院区、盘福路院区）
- 广州市第一人民医院
- 广州医科大学附属第一医院（广州市第四人民医院）
- 广州医科大学附属肿瘤医院
- 广州市儿童医院
- 广州市妇婴医院
- 广州市胸科医院
- 广东药科大学附属第一医院
- 广州市正骨医院（原越秀区正骨医院）
- 越秀区妇幼保健院
- 越秀区儿童医院
- 越秀区中医医院（原越秀区第一人民医院）
- 越秀区第二中医医院
- 越秀区中医杂病医院
- 越秀区口腔医院

## 商场及酒店
廣百百貨、廣州友誼商店、北京路天河城、天河城百貨北京路店、中華廣場、動漫星城、五月花廣場、捷登都會、麗柏廣場等
中國大酒店、廣東國際大廈、廣東大廈、廣東迎賓館、廣州賓館、花園酒店、東方賓館、白雲賓館、流花賓館、湖天賓館、遠洋賓館、華廈大酒店、愛群大酒店、新華大酒店、新亞大酒店、東亞大酒店、凱旋華美達大酒店等。

## 教育
越秀区是广府文化发源地，历史上广州的文化中心，是广州的公共服务中心，广东省的科教强区和文化名区。
越秀自古“崇文重教”，唐朝开科取士以来，广州成为省内读书人学习进修之地，至今越秀区内还保留着众多古老的学宫、书院、学堂遗迹遗址，如南海学宫、番禺学宫、粤秀书院、越华书院、应元书院、西湖书院、庐江书院、万木草堂等。 区内名校名园众多。截至2022年，区属学校共有中小学幼儿园205所，其中幼儿园123所，小学46所，初中12所，九年制学校7所，普通高中1所，完全中学14所，特殊教育学校1所，职业中学1所。越秀的主要中学有广东实验中学、广州市执信中学、广州市第二中学、广州市铁一中学、广州大学附属中学、广东华侨中学等。

## 交通

### 主幹道
中山路、先烈路、环市路、沿江路、天河路、广州大道、东风路、人民路、解放路等。

### 橋樑
海珠桥、广州大桥、江湾大桥、海印大桥、解放大桥、人民路高架路、东濠涌高架等。

### 地铁
- █1号线：杨箕站、东山口站、烈士陵园站、农讲所站、公园前站、西门口站
- █2号线：广州火车站、越秀公园站、纪念堂站、公园前站、海珠广场站
- █5号线：广州火车站、小北站、淘金站、區莊站、動物園站、杨箕站、五羊邨站
- █6号线：一德路站、海珠廣場站、北京路站、團一大廣場站、東湖站、東山口站、區莊站、黃花崗站
- █10号线：東湖站、五羊邨站
- █11号线：雲台花園站、流花站、彩虹橋站
- █12号线：二沙島站

- █11号线：广州火车站
- █12号线：麓湖站、建设六马路站、烈士陵园站、東湖站
- █13号线二期：彩虹橋站、纪念堂站、仓边路站、建设六马路站、农林下路站、梅东路站
- █14号线二期：广州火车站

同時，亦有規劃22号线、24号线、25号线、26号线等線路經過越秀區內。

## 对外交往

### 姊妹城市
- 白俄羅斯明斯克十月区（俄语：Октябрьский район (Минск)）（2021年5月）[10]